# بلدرچین نیوزیلندی
بلدرچین نیوزیلندی (نام علمی: Coturnix novaezelandiae) نام یک گونه منقرض‌شده از تیره قرقاولیان است.

## نگارخانه

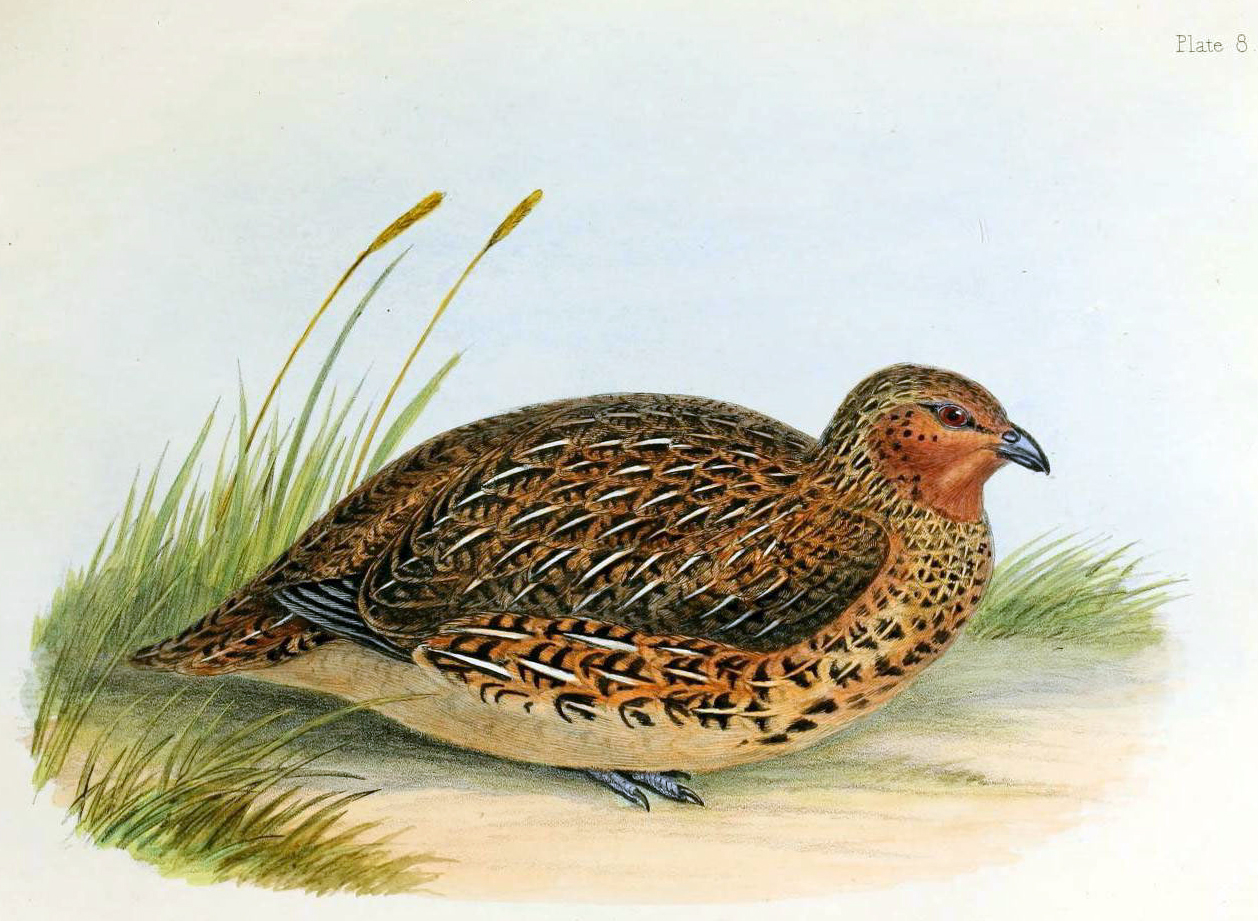
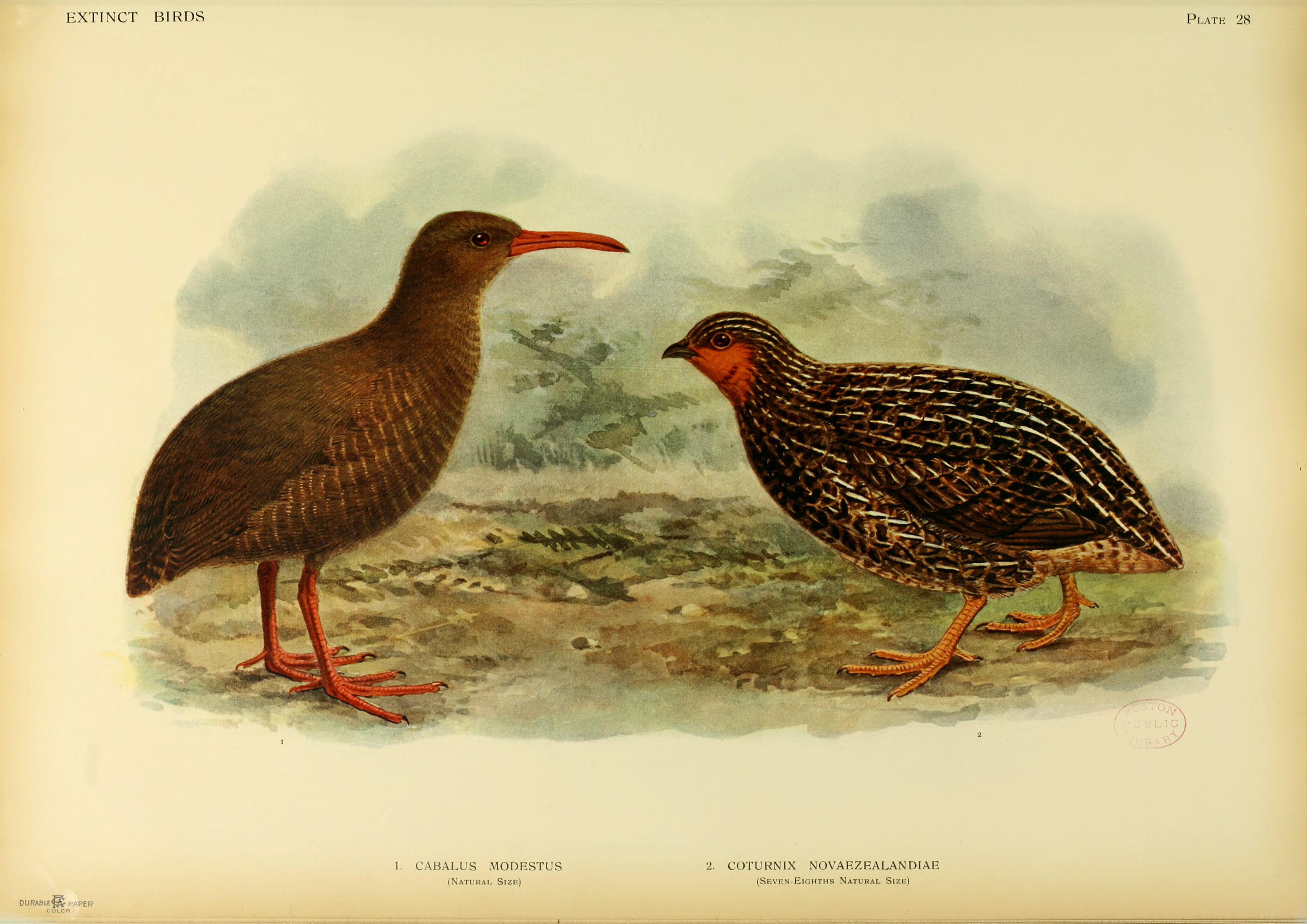